# Lista de representantes permanentes de Liechtenstein nas Nações Unidas
Esta é uma lista de representantes permanentes do Liechtenstein, ou outros chefes de missão, junto da Organização das Nações Unidas em Nova Iorque.
O Liechtenstein foi admitido como membro das Nações Unidas a 18 de setembro de 1990.
| Início | Término | Representante permanente (Chefe de missão) | Cargo                    | Credenciais |
| ------ | ------- | ------------------------------------------ | ------------------------ | ----------- |
| 1990   | 2002    | Claudia Fritsche                           | Representante permanente |             |
| 2002   | atual   | Christian Wenaweser                        | Representante permanente | 2002-10-01  |